# سونيا مارتينيز
سونيا مارتينيز (بالإسبانية: Sonia Martínez Mecha)‏ هي مقدمة تلفزيونية وممثلة إسبانية، ولدت في 23 سبتمبر 1963 بمدريد في إسبانيا، وتوفيت في 4 سبتمبر 1994 بسبب مرض الإيدز.

## وصلات خارجية
- سونيا مارتينيز على موقع IMDb (الإنجليزية)
- سونيا مارتينيز على موقع قاعدة بيانات الفيلم (الإنجليزية)